# 深圳大学建筑与城市规划学院
深圳大学建筑与城市规划学院成立于2006年8月，前身为深圳大学建筑系（成立于1983年9月）和建筑与土木工程学院（成立于1997年4月）。

## 历史沿革
- 1983年，9月，深圳大学建筑系成立，清华大学汪坦教授担任首任系主任[1]。
- 1996年，获批建筑设计及其理论二级学科硕士点。
- 1997年，4月，学校院系调整将建筑系、土木工程系、环境设计系、建筑设计研究院、世界建筑导报社合并成立建筑与土木工程学院。
- 2002年，设立城市规划系，并招收城乡规划专业首届本科生。
- 2003年，获批城市规划与设计专业硕士点。
- 2006年，8月，建筑与土木工程学院拆分为建筑与城市规划学院和土木工程学院。
- 2011年，获批建筑学、城乡规划学一级学科硕士点。
- 2013年，举办首届建筑文化节，作为文博会深大文化创意园分会场系列活动之一，此后在每年5月持续举办。
- 2014年，9月，原东南大学建筑学院院长仲德崑教授出任学院院长[2]，在学院推行“一横多纵”的本科教学模式[3]。
- 2016年，建筑学本科专业开始与中国其他建筑院校开展联合毕业设计。
- 2017年，3月，设立风景园林系和城市空间信息工程系，获批风景园林和地理空间信息工程两个本科专业[4]；组建智慧城市研究院，郭仁忠院士出任研究院院长[5]；组建本原设计研究中心，孟建民院士出任中心主任[6]。
- 2018年，3月，获批建筑学一级学科博士点[7]。
- 2019年，5月，原大连理工大学建筑与艺术学院院长范悦教授出任学院院长[8]，仲德崑教授转任名誉院长；10月，获批设立建筑学博士后科研流动站[9]。
- 2021年，6月，新增建筑学卓越班招生，实行本研一体化培养[10]。
- 2023年，11月，李清泉教授当选中国工程院院士。
- 2024年，9月，获批风景园林专业学位硕士点。
- 2025年，4月，范悦教授当选日本工程院外籍院士。

## 管理团队

### 现任领导
| 名誉院长 - 仲德崑 | 院长 - 范悦 | 党委书记 - 钟波涛 |

| 副院长 - 黄正东 | 副院长 - 彭小松 | 副院长 - 杨晓春 | 副院长 - 齐奕 | 党委副书记 - 冯俊艳 | 院长助理 - 赵阳 |

### 历任领导
- 建筑系主任
  - 1983-1985：汪坦
  - 1985-1988：李承祚
  - 1988-1989：乐民成
  - 1989-1997：许安之
- 建筑与土木工程学院院长
  - 1997-2001：许安之
  - 2002-2006：陈燕萍
- 建筑与城市规划学院院长
  - 2006-2014：陈燕萍
  - 2014-2018：仲德崑
  - 2019-今：范悦

## 专业设置
| 学系               | 本科专业                     | 硕士专业                                                                         | 博士专业                     |
| ------------------ | ---------------------------- | -------------------------------------------------------------------------------- | ---------------------------- |
| 建筑系             | 建筑学 - 建筑学 - 卓越班     | 建筑学（学术学位） 建筑（专业学位） 人工智能（城市）（专业学位）                 | 建筑学（学术学位）           |
| 城市规划系         | 城乡规划（智能空间治理）     | 城乡规划学（学术学位） 城乡规划（专业学位） 人工智能（城市）（专业学位）         | 建筑学（学术学位）           |
| 风景园林系         | 建筑学 - 数智设计创新班      | 风景园林（专业学位）                                                             | 建筑学（学术学位）           |
| 城市空间信息工程系 | 地理空间信息工程（智慧城市） | 地理信息与智慧城市（学术学位） 测绘工程（专业学位） 人工智能（城市）（专业学位） | 城市空间信息工程（学术学位） |

## 组织机构

### 学系
- 建筑系
- 城市规划系
- 风景园林系
- 城市空间信息工程系

### 报社
- 世界建筑导报社

### 实验中心
- 教学实验中心
  - 数字化技术实验室
  - 建筑模型与构造材料实验室
  - 建筑物理与城市环境实验室
  - 低碳城市与建筑节能实验室
  - 虚拟仿真实验室

- 创新实验中心
  - 深圳大学建筑设计研究院
  - 深圳大学城市规划与设计研究院

### 研究机构
- 深圳大学本原设计研究中心
- 深圳大学智慧城市研究院
- 城市空间信息工程广东省重点实验室
- 深圳市空间信息智能感知与服务重点实验室
- 深圳市建筑环境优化设计研究重点实验室

### 学术组织
- 教授委员会
- 学术委员会
- 学位委员会
- 教学指导委员会

### 教辅机构
- 图书资料室
- 计算机室
- 行政办公室

### 学生组织
- 学生代表大会委员会
- 团委学生会
- 研究生会
- 学生党组织
- 学生辩论队
- 学生球队

## 知名学者
- 郭仁忠：中国工程院院士，国际欧亚科学院院士，深圳大学智慧城市研究院院长，城市空间信息工程系特聘教授。曾任深圳市规划和国土资源委员会（市海洋局）巡视员[11]。
- 孟建民：中国工程院院士，深圳大学本原设计研究中心主任、深圳市建筑设计研究总院有限公司总建筑师，建筑系特聘教授[12]。
- 李清泉：中国工程院院士，深圳大学党委书记，国际欧亚科学院院士，俄罗斯工程院外籍院士，城市空间信息工程系教授。
- 仲德崑：深圳大学建筑与城市规划学院名誉院长，建筑系教授。曾任东南大学建筑学院院长[2]。
- 范悦：日本工程院外籍院士，深圳大学建筑与城市规划学院院长，建筑系特聘教授。曾任大连理工大学建筑与艺术学院院长[8]。
- 何昉：全国工程勘察设计大师 ，深圳大学美丽中国研究院院长，风景园林系特聘教授，曾任北京林业大学教授。
- 刘珩：南沙原创建筑设计工作室创始人、主持建筑师，深圳大学粤港澳大湾区创新设计实验室主任，建筑系特聘教授。

## 知名院友
工商界
- 李广韬—83建筑，广州益武国际展览有限公司董事总经理[13][14]
- 周彤—84建筑，深圳市信城不动产公司董事长，原深圳万科房地产有限公司总经理[15][16]
- 吴辉—84建筑，广州凯华城房地产开发有限公司副总经理

建筑、测量及都市规划界
- 李贯东—85建筑，东莞市华林景观建设有限公司董事总经理、景观建筑师
- 陈展辉—87建筑，上海马达思班建筑设计事务所执行合伙人
- 张之扬—88建筑，深圳市局内设计咨询有限公司总经理[17]
- 祝晓峰—89建筑，上海山水秀建筑事务所董事长兼设计总监[18]
- 黄剑锋—93建筑，瑞典（SED）新西林园林景观有限公司总经理

学术界
- 宋彦—89建筑，美国北卡罗莱纳大学城市与区域规划系终身教授[19]
- 钟中—91建筑，深圳大学建筑与城市规划学院教授

教育界
- 钟波涛—00建筑（研），深圳大学建筑与城市规划学院党委书记